# Ворошилов, Сергей Семёнович
Сергей Семёнович Ворошилов (до 1865 — после 1911) — русский художник-анималист, мастер иппологического жанра.

## Биография
Выпускник Московского училища живописи, ваяния и зодчества.
Участник артистического кружка «Среда». Пользовался поддержкой писателя В. А. Гиляровского.

## Творчество
С. С. Ворошилов — автор жанровых картин, анималист, мастер сцен ружейной и псовой охоты.
Большинство работ художника посвящено лошадям. Работал коннозаводским портретистом, писал портреты лошадей. Создал ряд картин с купанием лошадей, мчащихся троек и другое.
Один из немногих русских художников, целиком посвятивших своё творчество изображению охоты и лошадей.
В 1890-е годы создал серию картин, мастерски изображающих сцены охоты.
В начале 1900-х годов участвовал в Осенних выставках Академии художеств в Санкт-Петербурге, а также в Нижнем Новгороде, Самаре, Иркутске.
В начале XX века творчество С. С. Ворошилова было очень популярным. Репродукции работ художника печатались на страницах ведущих периодических изданий Российской империи: «Нива», «Искра», «Родина». Более 30 работ живописца в 1900-х — начале 1910-х годов были репродуцированы на почтовых карточках.
В настоящее время работы С. Ворошилова представлены в ряде государственных музейных собраний России и частных коллекциях. Произведения художника имеются во многих музеях России, в том числе в Музее коневодства в Москве, Омском, Иркутском и Тульском художественных музеях, а также Чувашской, Тюменской и Самарской областных картинных галереях.

## Галерея
- Охота с гончими
- Начало охоты
- Охота
- Охота
- Охотник с борзыми. 1894
- Волка загнали
- Охота на волков
- Охота на лося
- Охота на лисицу
- Конец охоты. 1900-е
- Встреча на ярмарке
- Донской казачий полк на сельской улице